# Schwartauer Altar

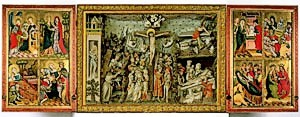
Schwartauer Altar/Zirkelbrüderaltar

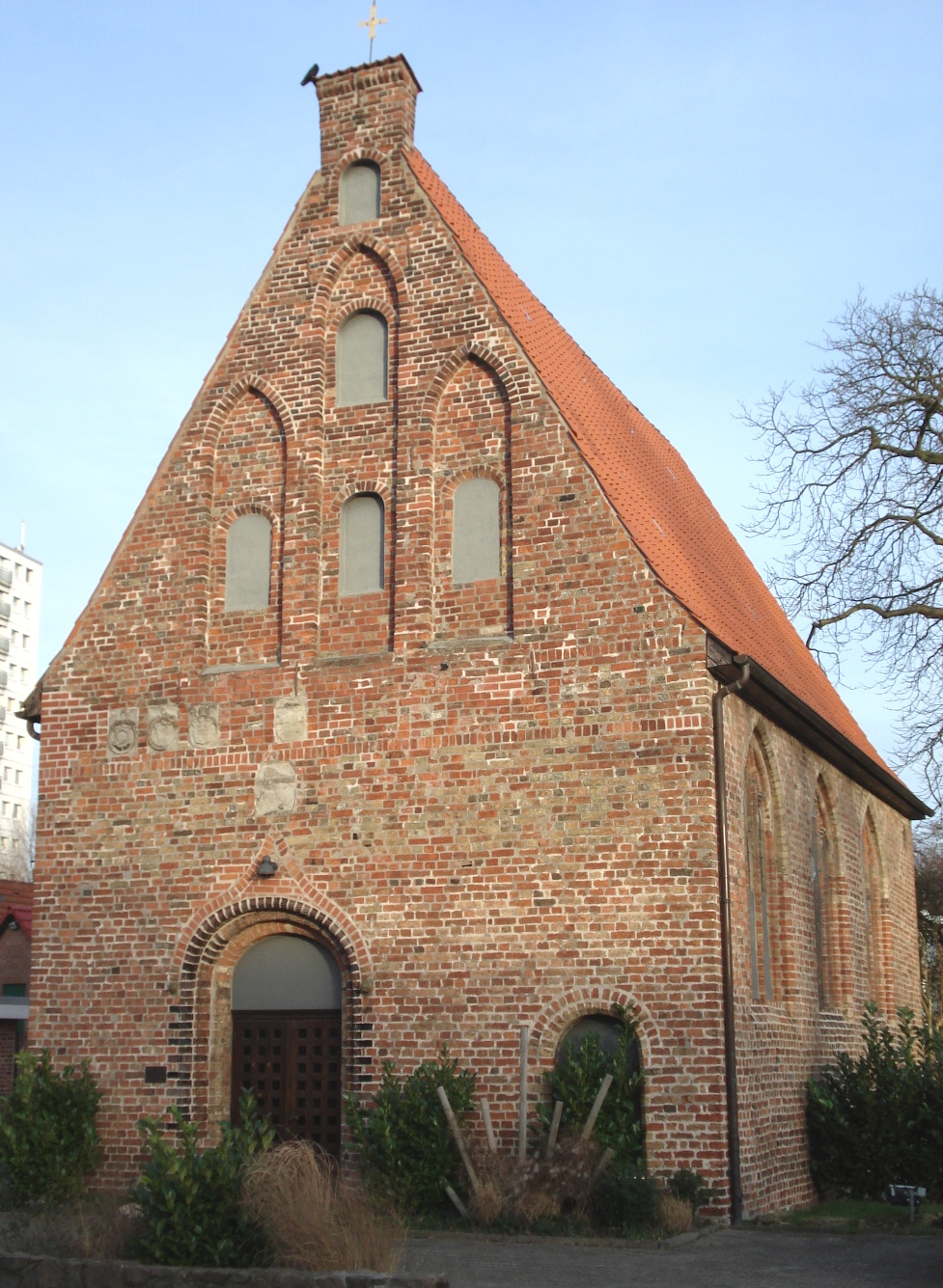
Die Georgskapelle in Bad Schwartau, früher der Standort des Schwartauer Altars

Das Schwartauer Amthaus (Foto vor 1909) des Amtes Schwartau, in dem sich der Altar bis 1901 befand. Heute steht dort das Amtsgericht Bad Schwartau.

Der Schwartauer Altar oder Zirkelbrüderaltar ist ein Flügelaltar aus dem 15. Jahrhundert, der sich im St. Annen-Museum in Lübeck befindet.
Der Altar befand sich von 1926 bis 1937 im Eigentum der Stadt Bad Schwartau, weshalb er in der kunsthistorischen Literatur als Schwartauer Altar bezeichnet wird.
Der Altar besteht aus einem aus einem westfälischen Sandsteinblock geschlagenen und farblich verzierten Relief-Mittelteil von 127 cm Höhe, 176,5 cm Breite und 30 cm Tiefe mit einer Einfassung und Altarflügeln aus bemaltem Eichenholz von jeweils 88 cm Breite.
Der Altar ist von kunsthistorischer Bedeutung, da nur drei weitere ähnliche Altäre erhalten sind. Sie befinden sich im Ratzeburger Dom, im Schweriner Dom und in Anklam.

## Geschichte
Die Entstehung geht auf die Zirkelbrüdergesellschaft zurück. Diese unterhielt seit 1379 eine reich ausgestattete Kapelle in der Katharinenkirche zu Lübeck.
Der Mittelteil aus Sandstein wird auf vor 1408 datiert, die Altarflügel sind um 1430 entstanden. Diese stammen von verschiedenen unbekannten Künstlern.
Der Altar wurde 1430 laut den angebrachten Wappen von den Familien Meteler, von Wickede, Brömse und von Rentelen für die Kapelle gestiftet.
Zu einem unbekannten Zeitpunkt, vermutlich Anfang des 17. Jahrhunderts, gelangte der Altar, der nicht mehr der Mode der Zeit entsprach und daher an eine andere Kirche beziehungsweise Kapelle abgegeben wurde, in die Georgskapelle des Schwartauer Siechenhauses, wo er erstmals 1821 erwähnt wurde.
1844 wurde der Altar aus der nicht für Gottesdienste genutzten Georgskapelle in das Amtshaus des Amtes Schwartau gebracht, von wo aus er 1901 in die Kapelle zurückkehrte.
1926 wurde der Schwartauer Altar zunächst als Leihgabe für zehn Jahre an das St. Annen-Museum in Lübeck gegeben. Die Rückgabe nach zehn Jahren erfolgte nicht; der Altar ging am 1. April 1937 in das Eigentum des St. Annen-Museums über.

## Darstellung
Mittelteil:

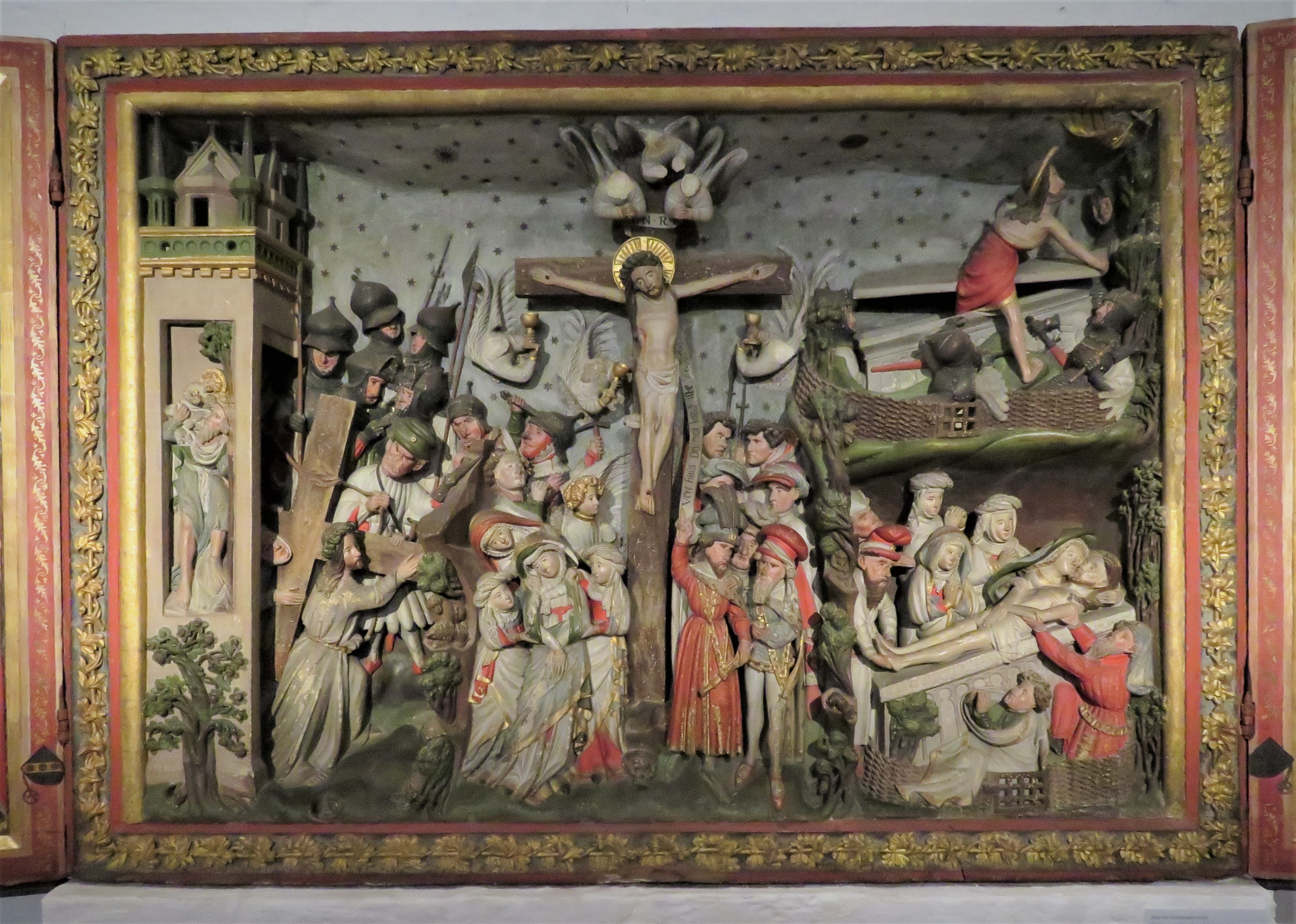
Mittelteil

Die Bildfolge zeigt einen Teil der Passion Christi sowie die Auferstehung Christi
- Links ist der das Kreuz tragende Christus dargestellt.
- In der Mitte wird der Hügel Golgota mit Christus am Kreuz und Engeln, die das Blut Christi auffangen, dargestellt.
- Rechts unten wird die Grablegung Christi, darüber die Auferstehung Christi dargestellt.

Altarflügel
Die Darstellung auf den Flügeln zeigt einen Marienzyklus:
- linker Altarflügel:
  - Oben links: Mariä Verkündigung
  - Oben rechts: Mariä Heimsuchung
  - Unten links: Geburt Christi
  - Unten rechts: Anbetung durch die Heiligen Drei Könige

- rechter Altarflügel
  - Oben links: Der (neugeborene) Jesus mit Maria im Tempel (Darstellung des Herrn)
  - Oben rechts: Jesus als 12-jähriges Kind im Tempel im Kreise der Schriftgelehrten (Lukas 2,48 f. EU)
  - Unten links: Tod Marias
  - Unten rechts: Erhöhung und Krönung Marias (im Himmel)

## Künstler
Das bemalte Kreuzigungsrelief des  Mittelteils wird in der Kunsthistorik einem namentlich nicht bekannten und früher als Meister der bemalten Kreuzigungsreliefs bezeichneten Künstler zugeordnet, dieser soll auch die drei anderen ähnlichen Kreuzigungsreliefs in Ratzeburg, Schwerin und Anklam angefertigt haben.